# 比嘉祐介
比嘉 祐介（ひが ゆうすけ、1989年5月15日 - ）は、沖縄県名護市出身のサッカー選手。ポジションはサイドバック。

## 来歴
名護市立大宮中学校を卒業後、流通経済大柏高校へ進学した。高校3年時に、左サイドバックとして、高円宮杯全日本ユース選手権、全国高校選手権の2冠達成に貢献した。高校の同級生には、大前元紀と中里崇宏が、一学年後輩には、田口泰士、久場光がいる。
高校卒業後は、流通経済大学へ進学。3年時には2010年アジア競技大会のメンバーに選ばれ大会優勝に貢献した。ユニバーシアード日本代表にも継続して招集され、2009年ベオグラード大会と2011年深圳大会に出場した。
2012年に横浜F・マリノスに入団することが公式サイトにより発表された。名護市出身者としては初のJリーガーとなる。同年1月15日の新体制発表会において、昨年11月15日に入籍していたこと、5月に第一子誕生予定であることを明かした。
2014年1月10日、京都サンガF.C.に期限付き移籍することが発表された。同年3月2日、J2開幕戦、北九州市立本城陸上競技場でのギラヴァンツ北九州戦で自身のJリーグ公式戦初ゴールを決めた。
2015年1月13日、京都サンガF.C.への期限付き移籍満了ならびに横浜F・マリノスへの復帰が発表された。
2016年よりジェフユナイテッド千葉へ完全移籍した。2017年12月5日、2017シーズンをもって千葉を契約満了となったことが発表された。
2018年、東京ヴェルディへ完全移籍。天皇杯1試合のみの出場に終わり、同シーズン限りで退団した。2019年2月14日、現役引退を発表。
2022年1月26日、地頭薗雅弥が創設したSETAGAYA UNITEDに加入し、現役復帰。

## エピソード
- ロンドン五輪世代の世代別代表としてアジア予選などでチームに貢献していたが、五輪本戦ではメンバーから落選した。落選後、密かに本戦に臨むメンバーを盛り上げるため自作DVDを作成し、英国で直前キャンプ中だった五輪代表にサプライズで披露された[12]。比嘉のDVDの効果もあってチームは一体感を増し、4位入りを果たした。

- 非常に陽気な性格であり、横浜FMでチームメイトだった中村俊輔と大の仲良しであることで知られている[13]。2014年に横浜から京都への移籍が決まった際には、中村が「最悪、自腹で（横浜に）買い戻す」と冗談を飛ばした[14]。

## 所属クラブ
ユース経歴
- 名護市立大宮中学校
- 2005年 - 2007年 流通経済大柏高校
- 2008年 - 2011年 流通経済大学

プロ以降の経歴
- 2012年 - 2015年  横浜F・マリノス
  - 2014年  京都サンガF.C. (期限付き移籍)
- 2016年 - 2017年  ジェフユナイテッド千葉
- 2018年  東京ヴェルディ
- 2022年  SETAGAYA UNITED

## 個人成績
| 国内大会個人成績 | 国内大会個人成績 | 国内大会個人成績 | 国内大会個人成績 | 国内大会個人成績 | 国内大会個人成績 | 国内大会個人成績 | 国内大会個人成績 | 国内大会個人成績 | 国内大会個人成績 | 国内大会個人成績 | 国内大会個人成績 |
| 年度             | クラブ           | 背番号           | リーグ           | リーグ戦         | リーグ戦         | リーグ杯         | リーグ杯         | オープン杯       | オープン杯       | 期間通算         | 期間通算         |
| 年度             | クラブ           | 背番号           | リーグ           | 出場             | 得点             | 出場             | 得点             | 出場             | 得点             | 出場             | 得点             |
| 日本             | 日本             | 日本             | 日本             | リーグ戦         | リーグ戦         | リーグ杯         | リーグ杯         | 天皇杯           | 天皇杯           | 期間通算         | 期間通算         |
| ---------------- | ---------------- | ---------------- | ---------------- | ---------------- | ---------------- | ---------------- | ---------------- | ---------------- | ---------------- | ---------------- | ---------------- |
| 2008             | 流経大           |                  | JFL              | 20               | 0                | -                | -                | 2                | 0                | 22               | 0                |
| 2009             | 流経大           | 15               | JFL              | 7                | 0                | -                | -                | 2                | 0                | 9                | 0                |
| 2010             | 流経大           | 6                | -                | -                | -                | -                | -                | 1                | 0                | 1                | 0                |
| 2012             | 横浜FM           | 16               | J1               | 1                | 0                | 4                | 0                | 1                | 0                | 6                | 0                |
| 2013             | 横浜FM           | 16               | J1               | 0                | 0                | 1                | 0                | 1                | 0                | 2                | 0                |
| 2014             | 京都             | 3                | J2               | 18               | 1                | -                | -                | 0                | 0                | 18               | 1                |
| 2015             | 横浜FM           | 15               | J1               | 1                | 0                | 5                | 0                | 1                | 0                | 7                | 0                |
| 2016             | 千葉             | 13               | J2               | 9                | 0                | -                | -                | 2                | 0                | 11               | 0                |
| 2017             | 千葉             | 25               | J2               | 8                | 0                | -                | -                | 0                | 0                | 8                | 0                |
| 2018             | 東京V            | 13               | J2               | 0                | 0                | -                | -                | 1                | 0                | 1                | 0                |
| 通算             | 日本             | 日本             | J1               | 2                | 0                | 10               | 0                | 3                | 0                | 15               | 0                |
| 通算             | 日本             | 日本             | J2               | 35               | 1                | -                | -                | 3                | 0                | 38               | 1                |
| 通算             | 日本             | 日本             | JFL              | 27               | 0                | -                | -                | 4                | 0                | 31               | 0                |
| 通算             | 日本             | 日本             | 他               | -                | -                | -                | -                | 1                | 0                | 1                | 0                |
| 総通算           | 総通算           | 総通算           | 総通算           | 64               | 1                | 10               | 0                | 11               | 0                | 85               | 1                |

その他の公式戦
- 2017年 J1昇格プレーオフ 1試合0得点

## 代表歴
- U-20日本代表 (2009年)
  - アルクディア国際ユーストーナメント2009 (8月15日-21日) / 5試合0得点[15]
  - 第5回東アジア競技大会 (12月2日-12日) / 3試合0得点[16]
- U-21日本代表 (2010年)
  - 第38回トゥーロン国際大会 (5月18日-27日) / 3試合0得点[17]
  - 第16回アジア競技大会 (11月8日-25日) / 7試合0得点[18]
- U-22日本代表 (2011年)
  - 中東遠征 (2月3日-2月12日) / 2試合0得点[19]
  - ウズベキスタン遠征 (3月26日、29日) /[20]
- U-23日本代表 (2012年)
  - ロンドン五輪アジア最終予選
  - トゥーロン国際大会
  - ロンドンオリンピック (予備登録メンバー)